# Jennifer Holliday
Jennifer Yvette Holliday, född 19 oktober 1960 i Riverside i Texas, är en amerikansk sångerska och skådespelare. Holliday slog igenom när hon under 1980-talet medverkade i flera Broadwaymusikaler, bland annat Dreamgirls. Hennes största framgång som sångerska är hennes debutsingel från Dreamgirls, "And I Am Telling You I'm Not Going".

## Filmografi i urval
- 1986 – Kärlek ombord (TV-serie)
- 1998–2001 – Ally McBeal (TV-serie)
- 1999 – Touched by an Angel (TV-serie)

## Diskografi
Studioalbum
- 1983 – Feel My Soul
- 1985 – Say You Love Me
- 1987 – Get Close to My Love
- 1991 – I'm on Your Side
- 1994 – On & On...
- 2011 – Goodness & Mercy
- 2014 – The Song Is You